# Arnold Gassmann
Arnold Gassmann (* 26. August 1873 in Bern; † 18. August 1943 in Erlach) war ein Schweizer Zollbeamter.

## Leben und Wirken

### Familie
Arnold Gassmann war der Sohn des Lehrers Daniel Gabriel Gassmann und von dessen Ehefrau Maria Elisabeth (geb. Füri).
Er war ab dem 23. September 1905 mit Marie, Tochter des Arztes Eduard Blank aus Ins, verheiratet; gemeinsam hatten sie mehrere Kinder.
Er verstarb an einem Schlaganfall, während er mit einem Boot auf dem Bielersee zum Fischen hinaus gerudert war. An seiner Beisetzung nahmen unter anderem Bundesrat Ernst Wetter, alt Bundesrat Jean-Marie Musy und Oberstdivisionär Gustave Combe teil.

### Werdegang
Arnold Gassmann besuchte in Bern die Primar- und die Mittelschule. Anschliessend war er kurze Zeit als Drogist tätig und studierte Chemie. 1894 begann er als Gehilfe in der Eidgenössischen Zollverwaltung in Basel zu arbeiten und war dann im praktischen Zolldienst in Genf und Bern tätig. Er wurde 1907 in der Oberzolldirektion Bern zum Sekretär und 1914 zum Oberzollinspektor befördert.
Nachdem er 1920 durch Bundesrat Jean-Marie Musy als Nachfolger von Fritz Irmiger zum Oberzolldirektor ernannt worden war, blieb er, auch nach Erreichen der Altersgrenze, bis zu seinem Tod in diesem Amt.
Sein Nachfolger im Amt des Oberzolldirektors wurde Robert Furrer.

### Berufliches Wirken
Arnold Gassmann reorganisierte den gesamten Verwaltungsapparat der Zollverwaltung, entwickelte das Grenzwachtkorps weiter und förderte dessen Ausbildung und die Fachausbildung der Zollbeamten.
Er war an zahlreichen internationalen Verhandlungen und Abkommen beteiligt, so war er unter anderem Delegierter der Schweiz am Völkerbund in den Verhandlungen um den Zollwaffenstillstand und bereitete als Mitglied der Wirtschaftsdelegationen die Handelsverträge mit Italien, Österreich und Deutschland vor. Weiterhin war er massgeblich an der Zollunion mit Liechtenstein beteiligt.
Gemeinsam mit seinem Vorgänger Fritz Irmiger und dem Hochschullehrer für Staats- und Verwaltungsrecht Ernst Blumenstein (1876–1951) war er wesentlich an der Ausarbeitung der schweizerischen Zollgesetzgebung, vor allem der Bundesgesetze über die Tabak-, Alkohol- und Benzinbesteuerung, und die Edelmetallkontrolle sowie an der Gestaltung der Zolltarife beteiligt.
1937 war er Mitglied des Sachverständigenausschusses für Zölle und Einfuhrkontrollen.
Er sass auch im Verwaltungsrat der Eidgenössischen Versicherungskasse für die eidgenössischen Beamten, Angestellten und Arbeiter (heute: Pensionskasse des Bundes).

## Schriften (Auswahl)
- Notverordnungen über Einfuhr, Ausfuhr und Durchfuhr. Bern 1918.
- mit Ernst Blumenstein: Die schweizerische Zollgesetzgebung. Bern 1927.